# هناء شلبي
هناء شلبي هي سجينة فلسطينية في إسرائيل. اعتقلت يوم 16 فبراير 2012 وأضربت عن الطعام منذ اعتقالها.

## الحياة
شلبي من قرية برقين قرب جنين في شمال الضفة الغربية، على الرغم من أن أفراد أسرتها من منطقة حيفا. قتل جيش الاحتلال الإسرائيلي شقيقها في عام 2005. اعتقلت هناء في أيلول/سبتمبر 2009 واودعت رهن الإعتقال الإداري لمدة 25 شهرا قبل الإفراج عنها في صفقة تبادل الأسرى بين حماس وإسرائيل في تشرين الأول/أكتوبر 2011. ويدعي آن هناء شلبي مناصرة لحركة الجهاد الإسلامي الفلسطينية، وهي منظمة تعتبرها إسرائيل «منظمة إرهابية» تعارض وجود إسرائيل.

## الاعتقال والإضراب عن الطعام
ألقي القبض عليها في 16 فبراير 2012 وصدر أمر اعتقال إداري لمدة ستة أشهر في 23 شباط/فبراير ولكن لم توجه لها اتهامات. وعلق ناطق باسم «الجيش الإسرائيلي» أن شلبي «عالمية التابعة للجهاد منطوق» التي «تشكل تهديدا للمنطقة» وقالت اعتدى عليها الجنود الذين ألقوا القبض عليها. شلبي وعلى الفور بدأت إضراباً عن الطعام احتجاجا على إلقاء القبض عليها واحتجازها. والدها يحيى شلبي قال بأنها تسير على خطى السجين عدنان خضر، الذي أنهى إضرابه عن الطعام أيام 66 يوم 21 فبراير 2012. أنها واحدة من خمسة فلسطينيين لقد تم القبض عليه مرة أخرى بعد أن أطلق سراحها في تبادل الأسرى بين حماس وإسرائيل.
وقال شلبي أنها تعرضت لعملية تفتيش مهينة على يد جنود احتلال ذكور عندما اعتقلت من منزل أبويها. وقال والدها أنها تعرض لاعتداء وتم نهب منزلهم برصاص جنود إسرائيليين.
وذكر أطباء من أجل حقوق الإنسان (الأطباء) في 20 آذار/مارس، كان شلبي في «خطر الموت الفوري.» ران كوهين المتحدث باسم المنظمة كانت قد فقدت 14 كيلوغراما (31 رطلا) منذ أن بدأت إضراباً عن الطعام، وأنها كانت في الألم الهائل. وشكك المناصرون جنبا إلى جنب مع غيرها من مجموعات حقوق الإنسان «كفاية وتوقيتها» لها المعاملة من جانب سلطات السجون الإسرائيلية فيما يتعلق بالأوضاع الصحية لها. وذكرت مصلحة السجون الإسرائيلية شلبي حاليا يتلقى العلاج في عيادة السجن، إلا الأطباء قد دعا لها بنقل إلى مستشفى. عن طريق محاميها «جواد بولس»، صرح شلبي «يصح حياتنا ثمينة جداً، ولكن حريتنا الثمينة حتى أكثر وأكثر فعالية من زنزاناتهم.»

## ردود الفعل
قام متظاهرين فلسطينيين بمسيرة ومظاهرة كبيرة بدأت في البيرة وانتهى قرب المقاطعة في رام الله.
وقال رئيس الوزراء الفلسطيني سلام فياض ان شلبي «تحارب لكرامتها». «وزير شؤون الأسرى» السلطة الوطنية الفلسطينية وأدان معاملة إسرائيل شلبي مع رئيس المجتمع الأسير الفلسطيني قدورة فارس اقترب المجتمع الدولي إلى المساعدة في إنهاء اعتقالها الإداري.